# Stor-Orrvattnet
Stor-Orrvattnet är en sjö i Örnsköldsviks kommun i Ångermanland och ingår i Gideälvens huvudavrinningsområde. Sjön är 20 meter djup, har en yta på 0,251 kvadratkilometer och befinner sig 231,2 meter över havet. Sjön avvattnas av vattendraget Hemsjöbäcken.

## Delavrinningsområde
Stor-Orrvattnet ingår i det delavrinningsområde (705254-164410) som SMHI kallar för Utloppet av Stor-Orrvattnet. Medelhöjden är 245 meter över havet och ytan är 0,77 kvadratkilometer. Räknas de 4 avrinningsområdena uppströms in blir den ackumulerade arean 1,9 kvadratkilometer. Hemsjöbäcken som avvattnar avrinningsområdet har biflödesordning 2, vilket innebär att vattnet flödar genom totalt 2 vattendrag innan det når havet efter 45 kilometer. Avrinningsområdet består mestadels av skog (70 procent). Avrinningsområdet har 0,22 kvadratkilometer vattenytor vilket ger det en sjöprocent på 28,9 procent.